# Mona Barrie
Mona Barrie (ur. 18 grudnia 1909 zm. 27 czerwca 1964) – angielska aktorka filmowa.

## Filmografia
- 1934: Carolina jako Virginia Buchanan
- 1935: Burza nad Andami jako Theresa
- 1942: Today I Hang jako Martha Courtney
- 1947: Cass Timberlane jako Avis Elderman
- 1952: The First Time jako Cassie Mayhew
- 1953: Plunder of the Sun jako Turystka

## Wyróżnienia
Posiada swoją gwiazdę na Hollywoodzkiej Alei Gwiazd.